# 司力达律师事务所
司力达律师事务所（Slaughter and May）是一家跨国律师事务所，总部位于英国伦敦。

## 历史
1889年建立。是魔术圈五家律师事务所之一。